# Emanuel Duarte
Pour les articles homonymes, voir Duarte.
Emanuel Fieber Duarte,, né le 24 janvier 1997 à Portimão, est un coureur cycliste portugais.

## Biographie
En 2019, Emanuel Duarte rejoint l'équipe continentale portugaise LA Alumínios. Bon grimpeur, il se révèle au mois d'aout en terminant dix-septième et meilleur jeune du Tour du Portugal, face aux meilleurs coureurs du pays. Peu de temps après, il remporte le Tour du Portugal de l'Avenir, réservé quant à lui aux cyclistes de moins de 23 ans.

## Palmarès et résultats

### Palmarès par année
- 2019
  - Tour du Portugal de l'Avenir :
    - Classement général
    - 1re étape
- 2024
  - Grande Prémio O Jogo :
    - Classement général
    - 1re et 3e étapes

  - 2e de la Classica Aldeias do Xisto
- 2025
  - Clássica da Primavera
  - 1re étape du Grande Prémio O Jogo
  - 3e de la Classica Aldeias do Xisto
  - 3e du Grande Prémio O Jogo

### Classements mondiaux
| Année                                 | 2019  | 2020 | 2021  | 2022  | 2023  | 2024  |
| ------------------------------------- | ----- | ---- | ----- | ----- | ----- | ----- |
| Classement mondial                    | 2423e | nc   | 2068e | 1881e | 2131e | 2547e |
| UCI Europe Tour                       | 1551e | nc   | 1403e | 1212e | nc    | nc    |
|                                       |       |      |       |       |       |       |
| Légende : nc = non classéSource : UCI |       |      |       |       |       |       |